# Nörtener Wald

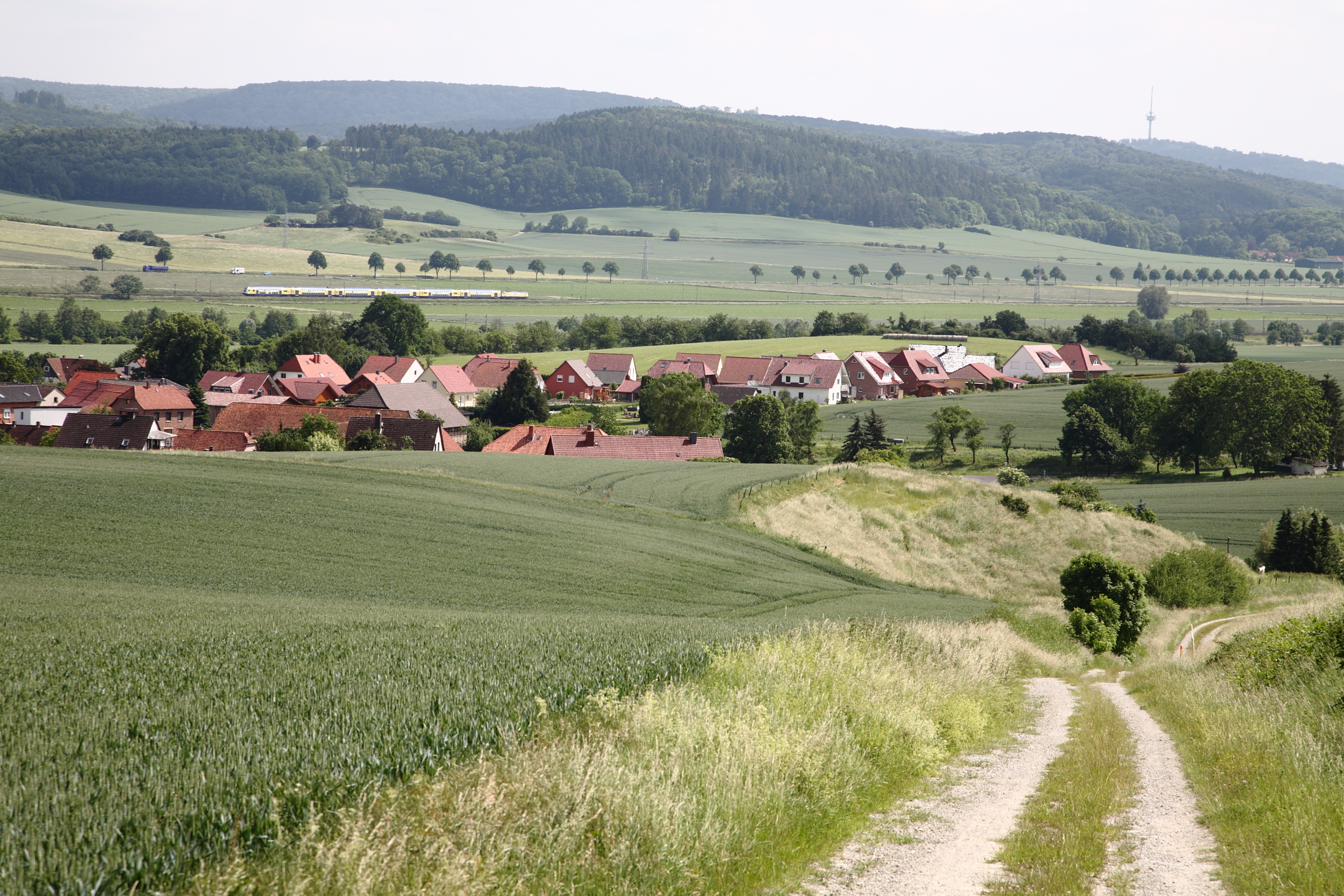
Blick über die Leineaue bei Elvese in Richtung des westlichen Nörtener Waldes (Im Hintergrund der Göttinger Wald)

Der Nörtener Wald ist ein bis 305,5 m hoher Höhenzug und ein Waldgebiet des Leineberglandes im Landkreis Northeim und zu einem kleinen Anteil im Landkreis Göttingen in Südniedersachsen (Deutschland).

## Geographie
Der Nörtener Wald ist ein kleiner Höhenzug unmittelbar östlich des an der Leine gelegenen Fleckens Nörten-Hardenberg, ungefähr in der Mitte zwischen den Städten Northeim im Norden und Göttingen im Süden. Östlich schließt sich das Waldgebiet des Gillersheimer Forstes an. 

## Naturräumliche Zuordnung
Der Nörtener Wald als Teil des Niedersächsischen Berglandes wird wie folgt zugeordnet:.
- (zu 37 Weser-Leine-Bergland)
  - (zu 373 Göttingen-Northeimer Wald)
    - 373.0 Nörtener Wald (mit Wieter und Langfast)
      - Nörtener Wald

### Der Naturraum des Nörtener Waldes
Abzugrenzen ist dabei das Berg- und Waldgebiet vom Naturraum des Nörtener Waldes innerhalb des Göttingen-Northeimer Waldes. Der Naturraum umfasst darüber hinaus das Bergland mit dem Wieter und dem Langfast. Weitere Berge und Erhebungen sind:
- Großer Sandberg (298,8 m), östlich von Sudheim
- Wehberg (297,8 m), westlich von Gillersheim
- Kolieberg (296 m), östlich von Waake
- Langenberg (295,2 m), östlich von Mackenrode
- Klappenhau (291,3 m), südlich von Holzerode

Eingegrenzt wird die gesamte Landschaft von folgenden Naturräumen:
- unteres Rhumetal im Norden
- Eichsfelder Becken mit der Goldenen Mark im Osten
- Göttinger Wald im Südwesten
- Leinegraben im Westen

## Natur
Das überwiegend bewaldete Berggebiet wird von den beiden rechtsseitigen Leinezuflüssen Rodebach und Beverbach eingegrenzt. Die hauptsächliche Gesteinsart ist der Buntsandstein, am Übergang zum Leinegrabend entlang einer Störung liegt Muschelkalk an. Der Nörtener Wald ist Teil des Landschaftsschutzgebietes LSG Westerhöfer Bergland-Langfast. 

## Berge
Zu der Bergen des Nörtener Waldes im engeren Sinne gehören:
- Hohe Steyer (305,5 m), südöstlich von Bishausen
- Eichenburg (277,7 m), östlich von Nörten-Hardenberg
- Sonnenberg (260 m), westlich von Suderhausen
- namenlos (253,2 m), westlich von Spanbeck
- Knippelberg (ca. 245 m), südlich von Suderhausen

Zu den Bergen im erweiterten Sinne gehören:
- nördlich des Beverbaches: 
  - Piepenberg (278,8 m), nördlich von Bishausen
  - Burgberg (251 m), nordöstlich von Nörten-Hardenberg
- südlich des Rodebaches als nordwestliche Ausläufer des Göttinger Waldes:
  - Hopfenberg (ca. 330 m) mit dem Bilstein, westlich von Reyershausen
  - Maiberg (260,9 m), südöstlich von Nörten-Hardenberg

## Sehenswertes
- Schloss Hardenberg
- Burgruine Hardenberg
- Hardenbergwarte auf dem Burgberg

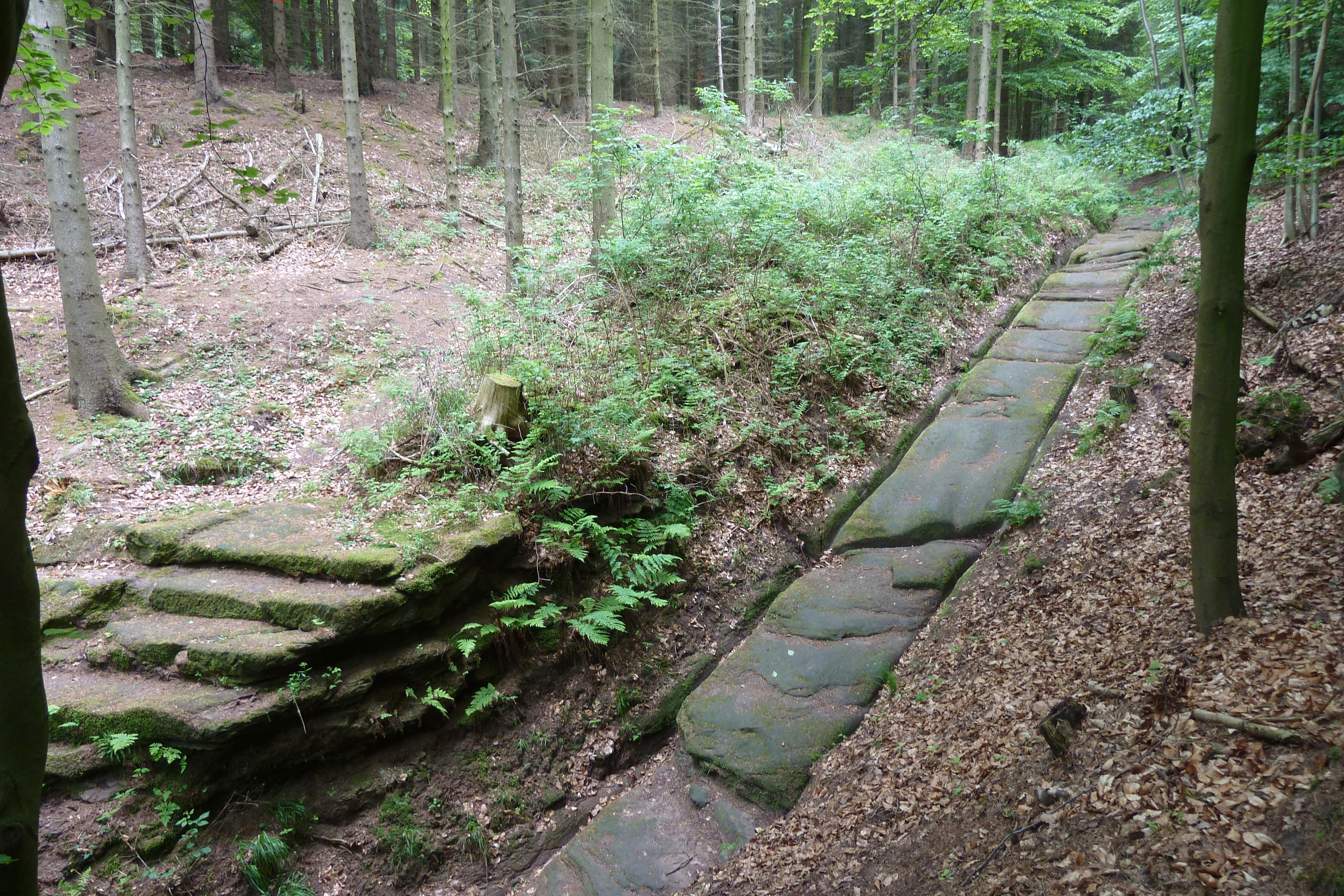
Abschnitt der Ilian-Treppe

- Ilian-Treppe, ein in Stein gehauener Weg aus dem 13. Jahrhundert
- Schloss Löseck, erbaut 1873 von Friedrich von Lösecke; diente u. a. als Töchterpensionat und privates Kinderheim
- Brauteiche östlich des Hohen Steyer